# حليم شاه
حليم شاه (1973 - ) (بالبنغالية: হালিম শাহ)‏ هو لاعب كريكت بنغلاديشي.

## وصلات خارجية
- سيد عبد الحليم شاه على موقع إي آس بي آن كريك إنفو (الإنجليزية)